# Todiramphus nigrocyaneus
El alción oscuro (Todiramphus nigrocyaneus) es una especie de ave coraciforme de la familia Halcyonidae que vive en Nueva Guinea y algunas pequeñas islas cercanas.